# پلک شب
پلک شب نام یک مجموعهٔ تلویزیونی به کارگردانی محمد دستگردی است که در سال ۱۳۶۹ تولید و از شبکه ۱  پخش گردید.

## خلاصه داستان
دو جوانِ خلافکار، راننده‌ای را می‌کشند و اتومبیلش را به سرقت می‌برند. پس از چندی، بازپرس دادسرای عمومی و همکارانش، جسدِ راننده را در رودخانه پیدا می‌کنند و جستجو برای یافتن عاملان جنایت آغاز می‌شود. با اطلاعاتی که از یک فرد مظنون دیگر، کسب می‌شود، سرانجام مخفیگاه قاتلان را کشف می‌کنند و پس از دستگیری، پرونده‌شان به دادگاه جنایی ارسال می‌شود.

## بازیگران و عوامل تولید

### بازیگران
- مهدی علی‌احمدی
- محمد تجدد
- محمد یگانه
- اسدالله منجزی
- مرتضی مسجدجامعی
- مسعود خدابخشیان

### عوامل تولید
- کارگردان: محمد دستگردی
- فیلمنامه: محمد دستگردی، عبدالرضا اکبری
- تصویربردار: فریدون مسروری
- تدوین: محمد ناجی
- تهیه‌کننده: اصغر زائری
- موسیقی: جهانسوز فولادی
- فرمت تصویر: ۱۶ میلیمتری
- تعداد قسمت‌ها: ۳ قسمت
- مدت زمان: ۱۳۲ دقیقه
- محصول: گروه اجتماعی شبکه ۱
- سال تولید و پخش: ۱۳۶۹